# Wilfried Sauerland
Wilfried Sauerland est un promoteur de boxe allemand né le 29 février 1940 à Wuppertal.

## Biographie
Il organise son premier gala de boxe le 30 septembre 1978 à Lusaka en Zambie avec en tête d'affiche Lotti Mwale puis développe son activité en Allemagne à partir de 1980. Il compte alors parmi ses boxeurs vedettes John Mugabi, Rene Weller, Ralf Rocchigiani et Graciano Rocchigiani qui s'empare du titre mondial IBF des super-moyens en 1988.
Sauerland contribue fortement à l'essor de la boxe anglaise dans son pays dans les années 1990 en permettant notamment à Henry Maske de régner sans partage sur la ceinture IBF des mi-lourds entre 1993 et 1996. Au cours de sa carrière, il a également été le promoteur de champions tels qu'Axel Schulz, Alexander Povetkin, Sven Ottke, Arthur Abraham, Mikkel Kessler, Markus Beyer, Nikolay Valuev, Marco Huck, Sebastian Sylvester et Cecilia Braekhus en organisant une douzaine de soirées de boxe par an grâce notamment à un partenariat à long terme signé avec ARD.

## Distinction
- Wilfried Sauerland est membre de l'International Boxing Hall of Fame depuis 2010[1].